# 페란도 1세
페란도 1세 단테케라(아라곤어: Fernando d'Antequera, 1380년 11월 27일 ~ 1416년 4월 2일)는 아라곤, 발렌시아, 마요르카, 사르데냐, 코르시카(명목상), 시칠리아의 왕이자, 명목상 아테네, 네오파르타스 공국의 공작이며, 바르셀로나, 루시옹, 체르다냐 백국의 백작(1412–1416)이다. 그는 또한 카스티야 왕국의 섭정이기도 했다(1406–1416).

## 생애
메디나델캄포(es:Medina del Campo)에서 후안 1세 데 카스티야와 레오노르 다라곤의 막내 아들 페르난도 데 트라스타마라로 태어났다.
1406년 카스티야 왕이자 엔리케 3세 (페르난도의 형)가 사망하면서, 페르난도는 카스티야의 왕위를 거절하고 대신에 형의 미망인 랭커스터의 캐서린과 함께 그의 조카 후안 2세가 어릴 동안 공동 섭정이 되었다. 이 지위에서 그는 국내의 행정 일들을 신중히 처리한 것으로 유명해졌다.
그라나다 왕국과의 전쟁에서 그는 별명이기도 한 안테케라(1410년)를 정복하였다.
아라곤왕 마르틴(시칠리아의 마르티누 2세)이 적법한 후계없이 사망하자, 1412년 카스페 타협에서 마르틴의 조카 페르난도를 아라곤의 군주로 선택하여 아라곤왕 페란도 1세로 불렸다. 다른 후보였던 하우메 2세 데 우르헬 백작은 반란을 일으켰고 페란도는 1413년에 우르헬 백국을 해체시켜버린다.
페란도는 1416년 2월 19일에 아라곤 군주의 후계자를 위한 작위인 히로나 대공을 만들었다.
그의 짧은 통치 기간의 가장 뛰어난 업적은 1416년에 대립교황 베네딕토 13세를 폐위시키기로 결정한 것이였으며, 이로 인해 40년간 로마 가톨릭 교회를 분열시켰던 서방 분열을 종결시키는데 도움을 주었다.
그는 1417년에 그의 아들 알리폰소가 의뢰한 페레 올레의 뛰어난 무덤과 함께 포블레트에 있는 아라곤 왕가의 유명 인물들이 묻히는 수도원에 안장되었다.
이탈리아 인문주의자 로렌초 발라는 Historiarum Ferdinandi regis Aragonum libri sex 라는 페르난도의 공식 전기를 썼다.

## 가정과 자녀
1393년에 페란도는 레오노르 우라카 데 카스티야(1374–1435)와 혼인했다. 그들 사이에 7명의 자녀를 두었다:
- 알폰소 5세 (1396년–1458년) : 아라곤, 시칠리아, 나폴리 왕국의 군주
- 마리아 다라곤 (1396년–1445년) : 카스티야 왕국의 왕비이자, 후안 2세 데 카스티야의 첫째 부인
- 추안 2세 (1398년–1479년)
- 엔리크 다라고 (c. 1400년-1445년) :비예나(Villena)의 공작이자 알부르케르케(Alburquerque), 엠푸리에스(Empuries)의 백작, 세고르베(Segorbe)의 군주이다. 산티아고 기사수도회의 그랜드 마스터이기도 하다.
- 알리오노르 다라곤, (1402–1445) : 포르투갈의 두아르트의 왕비.
- 페로 다라곤 (1406–1438) : 알부르케르케(Alburquerque) 백작이자 노토(Noto) 백작.
- 산초 다라곤(Sancho, 1410년–1416년) : 칼라트라바(Calatrava)와 알칸타라(Alcántara) 기사수도회의 그랜드마스터.

## 외모와 성격
"그는 평균보다는 키가 살짝 컸고으며, 마르고 혈색이 좋았고, 그의 뺨에는 약간의 주근 깨가 있었다... 일상적인 말투나 논리정연하지 못할 경우에는 그와 대화를 하고 싶은 자들은 모두 매우 인내심이 강해야만 했다..."